# Кубок Италии по футболу 1961/1962
Кубок Италии по футболу 1961/1962 (итал. Coppa Italia 1961/1962) — 15-й розыгрыш Кубка Италии, прошедший в период с 27 августа 1961 по 21 июня 1962 года. Победителем турнира впервые в своей истории стал «Наполи», обыгравший в финале на Олимпийском стадионе в Риме СПАЛ со счётом 2:1.

## Формат
Перед началом турнира была реформирована система его проведения: в первом раунде между собой сыграли клубы Серии В, а во втором — коллективы Серии А.
В основной сетке соревнований футболисты «Наполи», тогда выступавшего во втором по силе дивизионе, сенсационно обыграли «Торино» во встрече в рамках 1/8 финала, а в четвертьфинальных матчах победили «Ювентус» и «Рому», тем самым впервые в своей истории пробившись в финал Кубка.
В матче, состоявшемся на римском «Олимпийском стадионе», неаполитанский коллектив встречался с феррарским клубом «СПАЛ». Игра завершилась со счётом 2:1 в пользу «Наполи», завоевавшего первый Кубок Италии в своей истории.